# Meioneta minorata
Meioneta minorata là một loài nhện trong họ Linyphiidae.
Loài này thuộc chi Meioneta. Meioneta minorata được Ralph Vary Chamberlin & Wilton Ivie miêu tả năm 1944.